# باربارا کاکس (بازیکن فوتبال)
باربارا کاکس (انگلیسی: Barbara Cox؛ زادهٔ ۱۰ مهٔ ۱۹۴۷) بازیکن فوتبال اهل نیوزیلند است.

وی همچنین در تیم ملی فوتبال زنان نیوزیلند بازی کرده‌است.